# 교위
교위(校尉)는 고려와 조선에서 사용하던 무반 관직이다.

## 한국
고려에서 처음 사용되어 오위(伍尉) 위(尉)로도 불렸다. 조선에서는 기존의 군제가 개편되면 대장(隊長)으로 불렸다.